# Anglo-Scottish Cup 1976/77
Der Anglo-Scottish Cup wurde 1976/77 zum 2. Mal ausgespielt. Das Turnier für Fußball-Vereinsmannschaften aus England und Schottland galt als Nachfolger des Texaco Cup. Der Pokal wurde unter insgesamt 24 Teilnehmern ausgespielt. Davon waren 16 Vereine dem englischen Verband unterstehend sowie acht Vereine der Scottish FA. Er begann am 7. August 1976 und endete mit dem Finalrückspiel am 15. Dezember 1976 im City Ground in Nottingham. Als Titelverteidiger startete der FC Middlesbrough in den Wettbewerb, der im Vorjahresfinale gegen den FC Fulham gewann. Im diesjährigen Endspiel trafen die englischen Vereine Nottingham Forest und FC Orient aufeinander. Das Finale gewann Forrest nach Hin- und Rückspiel mit 5:1.

## 1. Runde

### Gruppenphase England

#### Gruppe A
Ausgetragen wurden die Begegnungen zwischen dem 7. und 14. August 1976.
| Pl. | Verein           | Sp. | S | U | N | Tore    | Diff. | Punkte |
| --- | ---------------- | --- | - | - | - | ------- | ----- | ------ |
| 1.  | Bolton Wanderers | 3   | 1 | 1 | 1 | 002:100 | +1    | 03     |
| 2.  | FC Blackpool     | 3   | 1 | 1 | 1 | 002:200 | ±0    | 03     |
| 3.  | FC Burnley       | 3   | 1 | 1 | 1 | 003:300 | ±0    | 03     |
| 4.  | Blackburn Rovers | 3   | 1 | 1 | 1 | 002:200 | ±0    | 03     |

| 1. Spieltag      |     |                  |
| Blackburn Rovers | 1:1 | FC Burnley       |
| Bolton Wanderers | 0:0 | FC Blackpool     |
| 2. Spieltag      |     |                  |
| Blackburn Rovers | 1:0 | FC Blackpool     |
| FC Burnley       | 1:0 | Bolton Wanderers |
| 3. Spieltag      |     |                  |
| FC Blackpool     | 2:1 | FC Burnley       |
| Bolton Wanderers | 2:0 | Blackburn Rovers |

#### Gruppe B
Ausgetragen wurden die Begegnungen zwischen dem 7. und 14. August 1976.
| Pl. | Verein               | Sp. | S | U | N | Tore    | Diff. | Punkte |
| --- | -------------------- | --- | - | - | - | ------- | ----- | ------ |
| 1.  | Nottingham Forest    | 3   | 2 | 1 | 0 | 007:400 | +3    | 05     |
| 2.  | Bristol City         | 3   | 2 | 0 | 1 | 005:400 | +1    | 04     |
| 3.  | West Bromwich Albion | 3   | 1 | 0 | 2 | 005:500 | ±0    | 02     |
| 4.  | Notts County         | 3   | 0 | 1 | 2 | 001:500 | −4    | 01     |

| 1. Spieltag          |     |                      |
| Bristol City         | 1:0 | West Bromwich Albion |
| Notts County         | 0:0 | Nottingham Forest    |
| 2. Spieltag          |     |                      |
| Bristol City         | 2:0 | Notts County         |
| Nottingham Forest    | 3:2 | West Bromwich Albion |
| 3. Spieltag          |     |                      |
| Nottingham Forest    | 4:2 | Bristol City         |
| West Bromwich Albion | 3:1 | Notts County         |

#### Gruppe C
Ausgetragen wurden die Begegnungen zwischen dem 7. und 14. August 1976.
| Pl. | Verein       | Sp. | S | U | N | Tore    | Diff. | Punkte |
| --- | ------------ | --- | - | - | - | ------- | ----- | ------ |
| 1.  | FC Orient    | 3   | 2 | 1 | 0 | 004:200 | +2    | 05     |
| 2.  | Norwich City | 3   | 0 | 3 | 0 | 002:200 | ±0    | 03     |
| 3.  | FC Chelsea   | 3   | 0 | 2 | 1 | 002:300 | −1    | 02     |
| 4.  | FC Fulham    | 3   | 0 | 2 | 1 | 002:300 | −1    | 02     |

| 1. Spieltag  |     |              |
| FC Chelsea   | 0:0 | FC Fulham    |
| Norwich City | 0:0 | FC Orient    |
| 2. Spieltag  |     |              |
| FC Chelsea   | 1:1 | Norwich City |
| FC Orient    | 2:1 | FC Fulham    |
| 3. Spieltag  |     |              |
| FC Fulham    | 1:1 | Norwich City |
| FC Orient    | 2:1 | FC Chelsea   |

#### Gruppe D
Ausgetragen wurden die Begegnungen zwischen dem 7. und 14. August 1976.
| Pl. | Verein           | Sp. | S | U | N | Tore    | Diff. | Punkte |
| --- | ---------------- | --- | - | - | - | ------- | ----- | ------ |
| 1.  | Newcastle United | 3   | 2 | 1 | 0 | 004:000 | +4    | 05     |
| 2.  | FC Middlesbrough | 3   | 2 | 0 | 1 | 003:300 | ±0    | 04     |
| 3.  | Hull City        | 3   | 1 | 1 | 1 | 001:200 | −1    | 03     |
| 4.  | Sheffield United | 3   | 0 | 0 | 3 | 000:300 | −3    | 0      |

| 1. Spieltag      |     |                  |
| FC Middlesbrough | 2:0 | Hull City        |
| Sheffield United | 0:1 | Newcastle United |
| 2. Spieltag      |     |                  |
| Hull City        | 0:0 | Newcastle United |
| Sheffield United | 0:1 | FC Middlesbrough |
| 3. Spieltag      |     |                  |
| Hull City        | 1:0 | Sheffield United |
| Newcastle United | 3:0 | FC Middlesbrough |

### K.-o.-System Schottland
Ausgetragen wurden die Begegnungen zwischen dem 7. und 11. August 1976.
|               | Gesamt |                 | Hinspiel | Rückspiel |
| ------------- | ------ | --------------- | -------- | --------- |
| Ayr United    | 1:0    | FC Clydebank    | 0:0      | 1:0       |
| Dundee United | 2:3    | FC Aberdeen     | 1:0      | 1:3       |
| FC Motherwell | 1:5    | FC Kilmarnock   | 1:1      | 0:4       |
| Raith Rovers  | 2:5    | Partick Thistle | 1:2      | 1:3       |

## Viertelfinale
Ausgetragen wurden die Spiele zwischen dem 14. September und 29. September 1976.
|                   | Gesamt |                  | Hinspiel | Rückspiel |
| ----------------- | ------ | ---------------- | -------- | --------- |
| Bolton Wanderers  | 0:1    | Partick Thistle  | 0:0      | 0:1       |
| Nottingham Forest | 4:3    | FC Kilmarnock    | 2:1      | 2:2       |
| FC Aberdeen       | 0:2    | FC Orient        | 0:1      | 0:1       |
| Ayr United        | 3:0    | Newcastle United | 3:0      | -:-       |

## Halbfinale
Ausgetragen wurden die Spiele zwischen dem 20. Oktober und 24. November 1976.
|                   | Gesamt |            | Hinspiel | Rückspiel |
| ----------------- | ------ | ---------- | -------- | --------- |
| Nottingham Forest | 4:1    | Ayr United | 2:1      | 2:0       |
| Partick Thistle   | 2:4    | FC Orient  | 0:1      | 2:3       |

## Finale

### Hinspiel
| FC Orient                                   | FC Orient | Nottingham Forest | Nottingham Forest |
| ------------------------------------------- | --- | --- | ----------------- |
| FC Orient                                   | \| 13. Dezember 1976 in London (Brisbane Road) \| \| Ergebnis: 1:1 \| \| Zuschauer: 5.058 \| | \| 13. Dezember 1976 in London (Brisbane Road) \| \| Ergebnis: 1:1 \| \| Zuschauer: 5.058 \| | Nottingham Forest |
| FC Orient                                   | John Jackson – David Payne, Bill Roffey, Peter Bennett, Phil Hoadley, Glenn Roeder, Laurie Cunningham (Alan Whittle), Tony Grealish, Derek Possee, Gerry Queen, Doug Allder Cheftrainer: George Petchey | John Middleton – Viv Anderson, Frank Clark, John McGovern, Larry Lloyd, Ian Bowyer, John O’Hare, Martin O’Neill, Peter Withe (Colin Barrett), Tony Woodcock, John Robertson Cheftrainer: Brian Clough | Nottingham Forest |
| FC Orient                                   | Derek Possee | John Robertson | Nottingham Forest |
| 13. Dezember 1976 in London (Brisbane Road) | | |                   |
| Ergebnis: 1:1                               | | |                   |
| Zuschauer: 5.058                            | | |                   |

### Rückspiel
| Nottingham Forest                             | Nottingham Forest | FC Orient | FC Orient |
| --------------------------------------------- | --- | --- | --------- |
| Nottingham Forest                             | \| 15. Dezember 1976 in Nottingham (City Ground) \| \| Ergebnis: 4:0 \| \| Zuschauer: 12.717 \|                                                                                         | \| 15. Dezember 1976 in Nottingham (City Ground) \| \| Ergebnis: 4:0 \| \| Zuschauer: 12.717 \| | FC Orient |
| Nottingham Forest                             | John Middleton – Viv Anderson, Frank Clark, John McGovern, Larry Lloyd, Sammy Chapman, Martin O’Neill, Colin Barrett, Ian Bowyer, Bert Bowery, John Robertson Cheftrainer: Brian Clough | John Jackson – David Payne, Bill Roffey, Peter Bennett, Phil Hoadley, Glenn Roeder, Alan Whittle, Tony Grealish, Derek Possee, Gerry Queen, Doug Allder (Bobby Fisher) Cheftrainer: George Petchey | FC Orient |
| Nottingham Forest                             | Colin Barrett Ian Bowyer Sammy Chapman | | FC Orient |
| 15. Dezember 1976 in Nottingham (City Ground) | | |           |
| Ergebnis: 4:0                                 | | |           |
| Zuschauer: 12.717                             | | |           |